# Armorial des communes de France
Choisissez un département pour avoir la liste des armoiries de ses communes :

## Armoriaux des communes métropolitaines par numéro de département
| - 01 – Ain - 02 – Aisne - 03 – Allier - 04 – Alpes-de-Haute-Provence - 05 – Hautes-Alpes - 06 – Alpes-Maritimes - 07 – Ardèche - 08 – Ardennes - 09 – Ariège - 10 – Aube - 11 – Aude - 12 – Aveyron - 13 – Bouches-du-Rhône - 14 – Calvados - 15 – Cantal - 16 – Charente - 17 – Charente-Maritime - 18 – Cher - 19 – Corrèze - 2A – Corse-du-Sud - 2B – Haute-Corse - 21 – Côte-d’Or - 22 – Côtes-d’Armor - 23 – Creuse | - 24 – Dordogne - 25 – Doubs - 26 – Drôme - 27 – Eure - 28 – Eure-et-Loir - 29 – Finistère - 30 – Gard - 31 – Haute-Garonne - 32 – Gers - 33 – Gironde - 34 – Hérault - 35 – Ille-et-Vilaine - 36 – Indre - 37 – Indre-et-Loire - 38 – Isère - 39 – Jura - 40 – Landes - 41 – Loir-et-Cher - 42 – Loire - 43 – Haute-Loire - 44 – Loire-Atlantique - 45 – Loiret - 46 – Lot - 47 – Lot-et-Garonne | - 48 – Lozère - 49 – Maine-et-Loire - 50 – Manche - 51 – Marne - 52 – Haute-Marne - 53 – Mayenne - 54 – Meurthe-et-Moselle - 55 – Meuse - 56 – Morbihan - 57 – Moselle - 58 – Nièvre - 59 – Nord - 60 – Oise - 61 – Orne - 62 – Pas-de-Calais - 63 – Puy-de-Dôme - 64 – Pyrénées-Atlantiques - 65 – Hautes-Pyrénées - 66 – Pyrénées-Orientales - 67 – Bas-Rhin - 68 – Haut-Rhin - 69 – Rhône - 70 – Haute-Saône - 71 – Saône-et-Loire | - 72 – Sarthe - 73 – Savoie - 74 – Haute-Savoie - 75 – Paris - 76 – Seine-Maritime - 77 – Seine-et-Marne - 78 – Yvelines - 79 – Deux-Sèvres - 80 – Somme - 81 – Tarn - 82 – Tarn-et-Garonne - 83 – Var - 84 – Vaucluse - 85 – Vendée - 86 – Vienne - 87 – Haute-Vienne - 88 – Vosges - 89 – Yonne - 90 – Territoire de Belfort - 91 – Essonne - 92 – Hauts-de-Seine - 93 – Seine-Saint-Denis - 94 – Val-de-Marne - 95 – Val-d’Oise |

## Amoriaux des communes d'outre-mer
- 971 – Guadeloupe
- 972 – Martinique
- 973 – Guyane
- 974 – Réunion
- 976 – Mayotte
- 988 – Nouvelle-Calédonie

## Armoriaux des communes métropolitaines par départements groupés par zone Insee et par région
| - Île-de-France : - Essonne - Hauts-de-Seine - Paris - Seine-et-Marne - Seine-Saint-Denis - Val-de-Marne - Val-d’Oise - Yvelines - Nord-Pas-de-Calais-Picardie : - Aisne - Nord - Oise - Pas-de-Calais - Somme Zone Sud-Ouest : - Aquitaine : - Dordogne - Gironde - Landes - Lot-et-Garonne - Pyrénées-Atlantiques - Midi-Pyrénées : - Ariège - Aveyron - Haute-Garonne - Gers - Lot - Hautes-Pyrénées - Tarn - Tarn-et-Garonne - Limousin : - Corrèze - Creuse - Haute-Vienne | Zone du bassin parisien : - Centre : - Cher - Eure-et-Loir - Indre - Indre-et-Loire - Loir-et-Cher - Loiret - Bourgogne : - Côte-d’Or - Nièvre - Saône-et-Loire - Yonne - Champagne-Ardenne : - Ardennes - Aube - Marne - Haute-Marne - Normandie : - Calvados - Eure - Manche - Orne - Seine-Maritime | Zone Ouest : - Bretagne : - Côtes-d’Armor - Finistère - Ille-et-Vilaine - Morbihan - Pays-de-la-Loire : - Loire-Atlantique - Maine-et-Loire - Mayenne - Sarthe - Vendée - Poitou-Charentes : - Charente - Charente-Maritime - Deux-Sèvres - Vienne Zone Est : - Lorraine : - Meurthe-et-Moselle - Meuse - Moselle - Vosges - Alsace : - Bas-Rhin - Haut-Rhin - Franche-Comté : - Doubs - Jura - Haute-Saône - Territoire de Belfort | Zone Centre-Est : - Auvergne : - Allier - Cantal - Haute-Loire - Puy-de-Dôme - Rhône-Alpes : - Ain - Ardèche - Drôme - Isère - Loire - Rhône - Savoie - Haute-Savoie Zone Méditerranée : - Languedoc-Roussillon : - Aude - Gard - Hérault - Lozère - Pyrénées-Orientales - Provence-Alpes-Côte d’Azur : - Alpes-de-Haute-Provence - Hautes-Alpes - Alpes-Maritimes - Bouches-du-Rhône - Var - Vaucluse - Corse : - Corse-du-Sud - Haute-Corse |